# Paratölgy

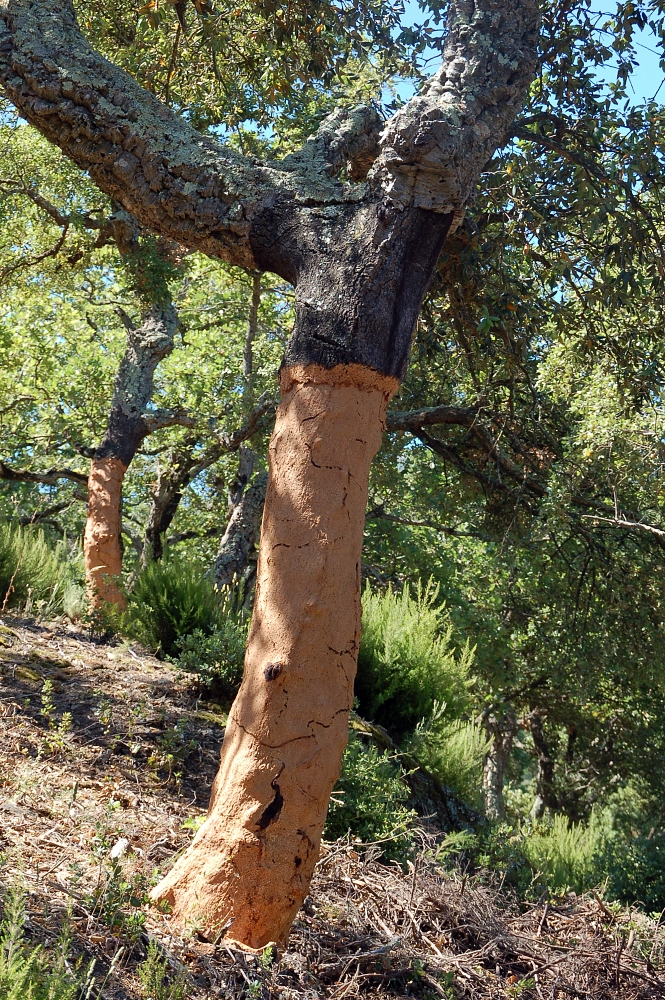
Hántolás után (Franciaország, Languedoc-Roussillon, Villelongue dels Monts

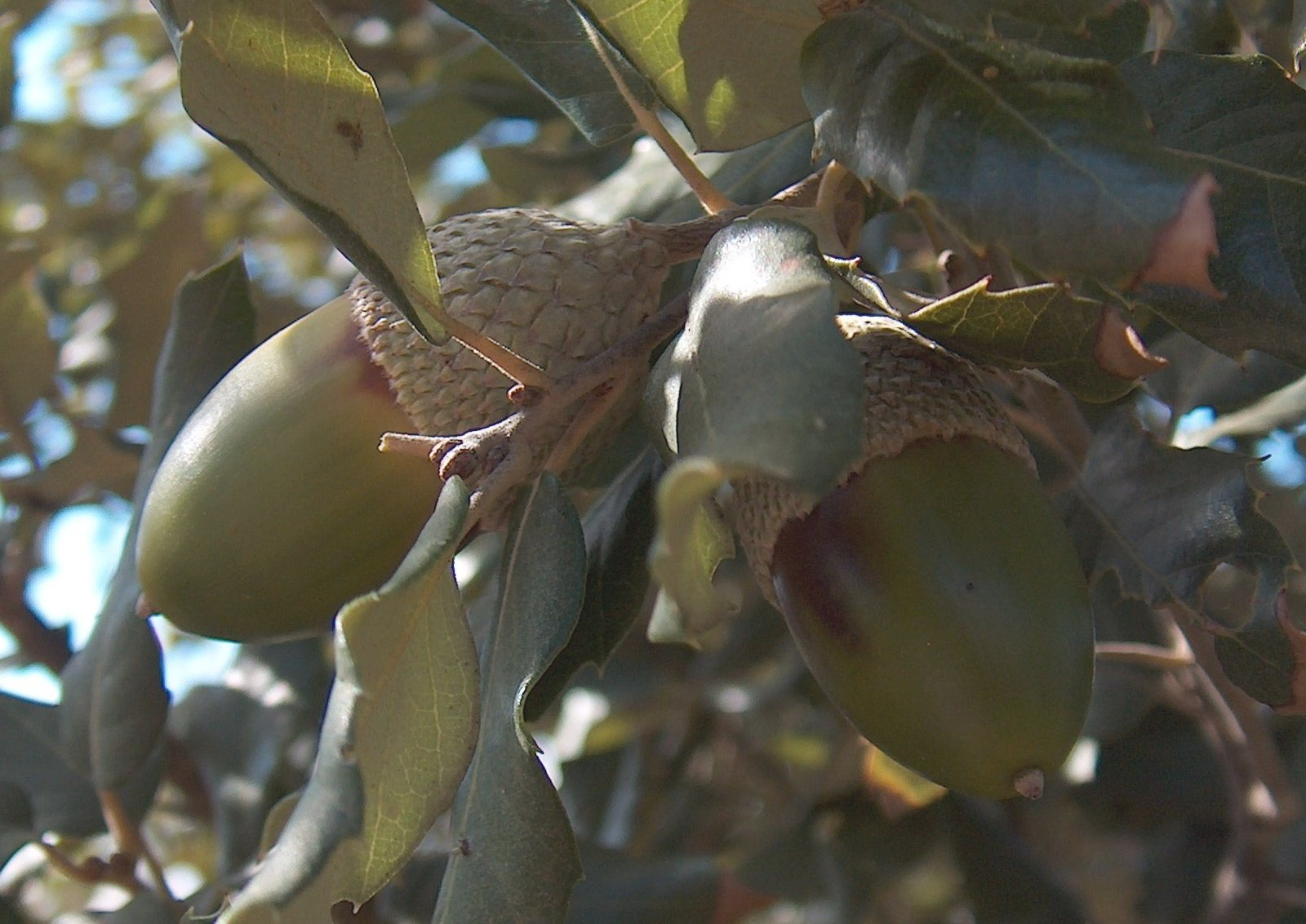
Levele és makkja

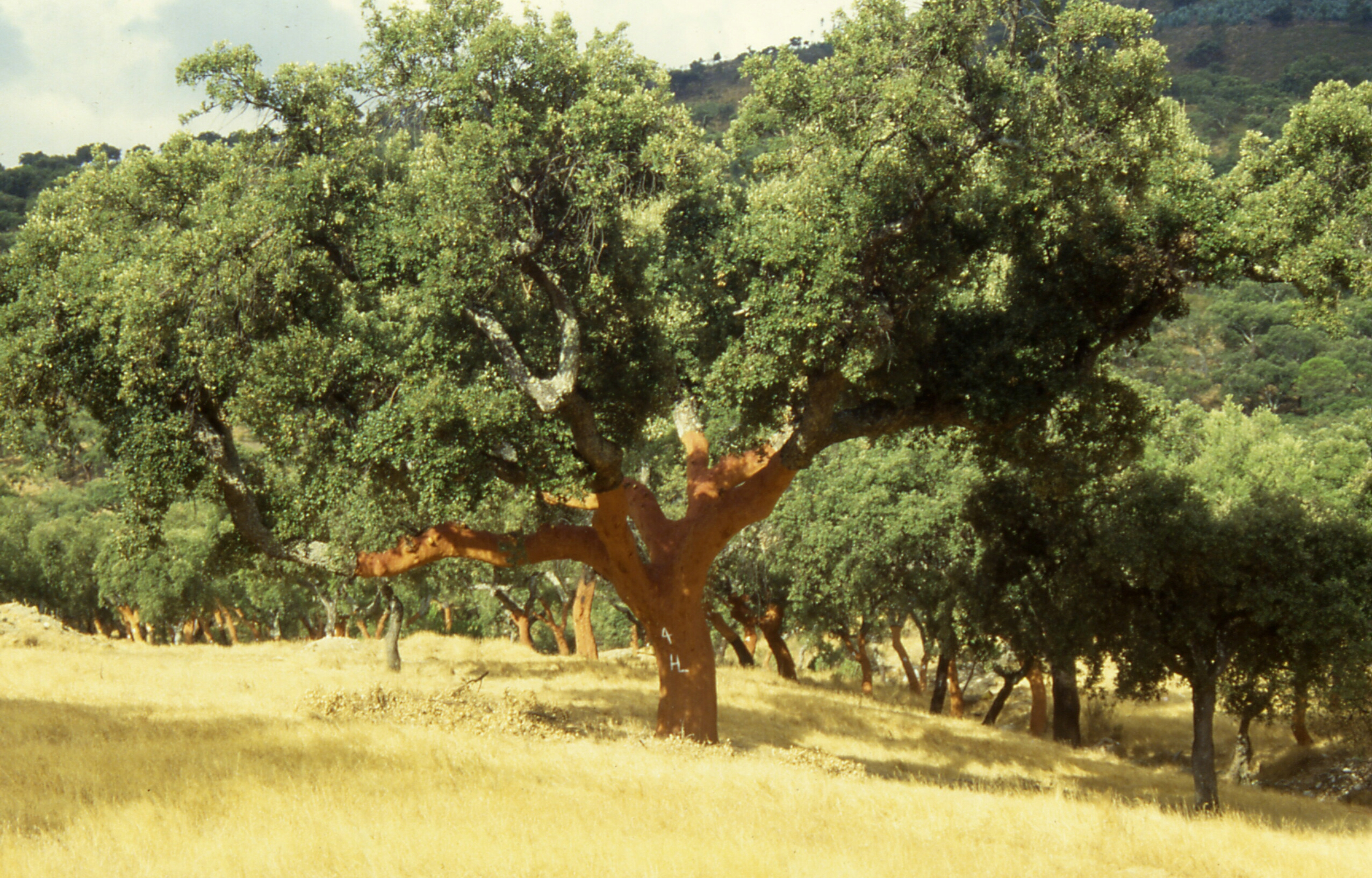
Paratölgy / Portugália

A paratölgy (Quercus suber) a bükkfafélék (Fagaceae) családjába, azon belül a tölgy (Quercus) nemzetségbe tartozó fa, a Mediterráneum egyik legfontosabb gazdasági növénye.

## Előfordulása
A Mediterráneumban sokfelé termesztik – Európában főleg Spanyolországban Extremadura megyében szabadon növő erdőségekkel is találkozhatunk, Portugáliában és Dél-Franciaországban. Parkokba, kertekbe díszfának ültetik végig az Atlanti-óceán partvidékén egészen Angliáig. Egyike az Észak-Afrikában is növő tölgy fajoknak. A legterjedelmesebb, a természeteshez közeli állapotú paraerdők Algériában nőnek, de előfordul Marokkóban is. Kínában a Jangce partvidékén találhatjuk ültetvényeit.

## Jellemzése
Kedvező körülmények között mintegy 20 m magasra növő (de többnyire csak feleekkora), örökzöld fa. Koronája ágas-bogas, szabálytalan vagy lapított gömb alakú, a kérge szürke.
Hosszúkás, csaknem szív alakú, fényes sötétzöld levelei a lombhullató tölgyekéitől eltérően nem karéjosak, csak a szélük fűrészes. A fűrészfogak szúrós levéltövisben végződnek. A levelek középere hullámos, zegzugos.
Feltűnő porzós barkái tömegesen nyílnak, a termős virágok pedig 1–3 virágból álló kis csoportokban vannak.
Makkjai félig vagy hosszabban is kiállnak a kis, apró pikkelyű kupacsból.

## Életmódja
Eredetileg elsősorban a dombvidéki erdőségekben nőtt. Kora tavasszal virágzik. Makkjai még a virágzás évében beérnek.
Főleg fiatal korában fagyérzékeny, ezért Közép-Európában és északabbra többnyire nem marad meg; a Kárpát-medence egyes nyugati-délnyugati részein, fagyvédett zugokban néhány példányát kerti díszként sikerült felnevelni. Budapesten a Vajdahunyad-várnál áll két példánya.

## Felhasználása
Kérgét az ókorban halászhálókra kötötték úszónak, mentőövet készítettek belőle, és hajnövesztő szernek is tartották. A 18. század óta ez a parafa leggyakoribb nyersanyaga. A paratölgy finom és jó parát  csak viszonylag fiatalon ad. Dél felé haladva ahogy egyre melegebb lesz, úgy javul a parafa minősége.